# Coppengrave
Coppengrave ist ein Ortsteil des Fleckens Duingen im niedersächsischen Landkreis Hildesheim.

## Geografie
Coppengrave liegt südwestlich von Hildesheim zwischen den Höhenzügen Hils im Westen, Duinger Berg im Osten und Reuberg im Südosten. Im Süden grenzt der Ort an das gemeindefreie Gebiet Grünenplan.

## Geschichte

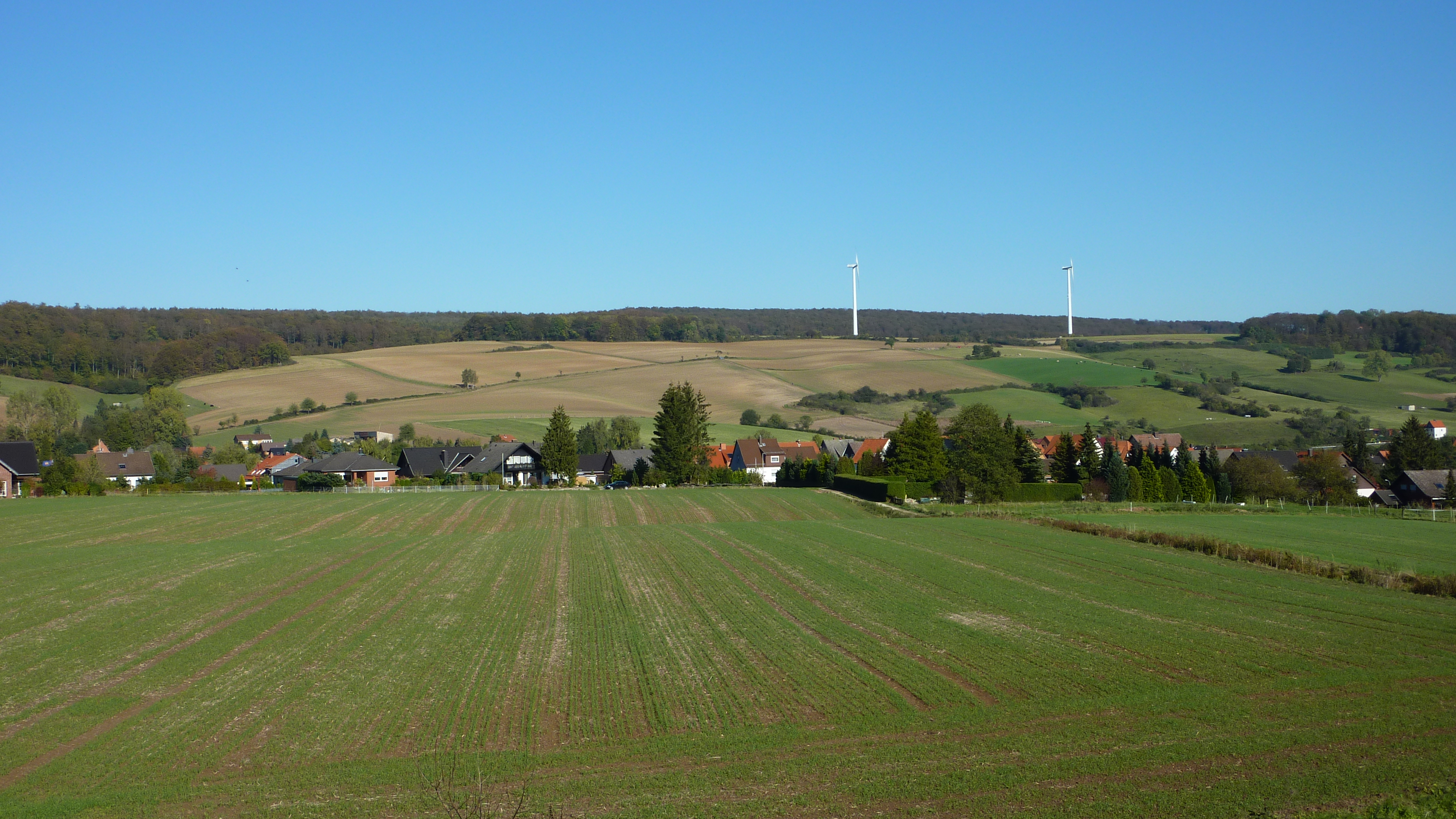
Blick auf Coppengrave

### Name
Alte Bezeichnungen von Coppengrave sind 1400 Kobbengraff, 1414 Kobbengraf, 1426 Cobbengraff, 1462 Coppengraven, 1471 Kobbengraff, 1478 Cobbengraven und 1499 Kobbengraue.
Der Ortsname ist eine Zusammensetzung. Die Belege des Ortsnamens zeigen im Grundwort Formen wie „-graff, -graf, -graven“. Mit dem Adelstitel „Graf“ haben diese nichts zu tun, denn die Formen mit „-a-“ gelten vor allem im Hochdeutschen, nicht jedoch im Niederdeutschen, das für den Ortsnamen in allererster Linie herangezogen werden muss. Es ist mittelniederdeutsch, niederdeutsch „grave“ und bedeutet „Graben“. Die Lage des Ortes im Tal der Hille bestätigt diese Verbindung. Im ersten Teil steckt wohl – wie in Coppenbrügge – eine alte germanische Bezeichnung für „Berg, Bergspitze“, urgermanisch „kuban-, koban-“, mittelhochdeutsch „kuppe“ für „Spitze, Gipfel“, frühneuhochdeutsch „koppe“ für „Bergkuppe, Baumgipfel“. „Kopf“ bedeutet auch „das Obere eines Berges“; letzten Endes gehört hierher auch „Kuppe“, auch die „Schneekoppe“. Coppenbrügge wäre demnach als „Bergbrücke, Brücke am Berg“ zu verstehen und „Coppengrave“ als „Hügelgraben, Berggraben“.

### Mittelalter und Neuzeit
Der Ort war neben Bengerode einer der Orte der Region, in denen im Mittelalter Irdenware hergestellt wurde.
Von 1974 bis 1981 gehörte der Ort zum Landkreis Alfeld (Leine). Zum 1. November 2016 fusionierten die Mitgliedsgemeinden der Samtgemeinde Duingen, darunter Coppengrave, zum neuen Flecken Duingen.

## Politik

### Gemeinderat und Bürgermeister
Coppengrave wird auf kommunaler Ebene von dem Gemeinderat des Fleckens Duingen vertreten.

### Wappen
| Wappen von Coppengrave | Blasonierung: „Schild geteilt. Die rechte Schildhälfte zeigt auf silbernem Grund eine auf grünem Hügel stehende grüne Fichte. Die linke Schildhälfte zeigt auf rotem Grund eine goldene Langvase.“ |
| Wappen von Coppengrave | Wappenbegründung: Die Wahl der Farben und Symbole erfolgte aus der Geschichte des Dorfes. Mit Sicherheit ist die Entstehung des Dorfes in das 13. Jahrhundert zu legen. Seit dieser Zeit bilden Holz (Lage des Dorfes in dem bewaldeten Tal zwischen Hils und Duinger Berg) und Ton die Lebensgrundlage des Dorfes, wiewohl ja bis auf den heutigen Tag dieser Landschaft „im Pottlanne“ genannt wird. Die Lage im Wald und die Lebensgrundlage „Holz“ sind dargestellt durch die grüne Fichte auf grünem Hügel. Die Lebensgrundlage Ton ist dargestellt durch die rote Schildfarbe. Die goldene Langvase zeigt die Verarbeitung des Tones. Die Erzeugnisse schufen in alter Zeit und schaffen in der heutigen Zeit den Wohlstand der Gemeinde. |

## Kultur und Sehenswürdigkeiten

### Kirche
Die Gemeinde der ev.-luth. Franziskuskirche gehört zum Kirchenkreis Hildesheimer Land-Alfeld.

### Vereine
- TSV Coppengrave e. V. (Fußball, Tennis, Tischtennis, Aerobic/Turnen/Gymnastik, Jedermänner, Tanzen, Schwimmen)
- Schützenverein Coppengrave e. V.
- Heimat- und Verkehrsverein Hilsmulde Coppengrave e. V.
- Reit- und Fahrverein Coppengrave e. V.

## Wirtschaft und Infrastruktur
Coppengrave ist über die Landesstraße 462 mit den westlich und östlich des Ortes liegenden Bundesstraßen 3 und 240 an das Straßennetz angeschlossen. Von 1896 bis 1967 hatte der Ort einen eigenen Bahnanschluss an der stillgelegten Bahnstrecke Voldagsen-Duingen-Delligsen.